# Mundialito

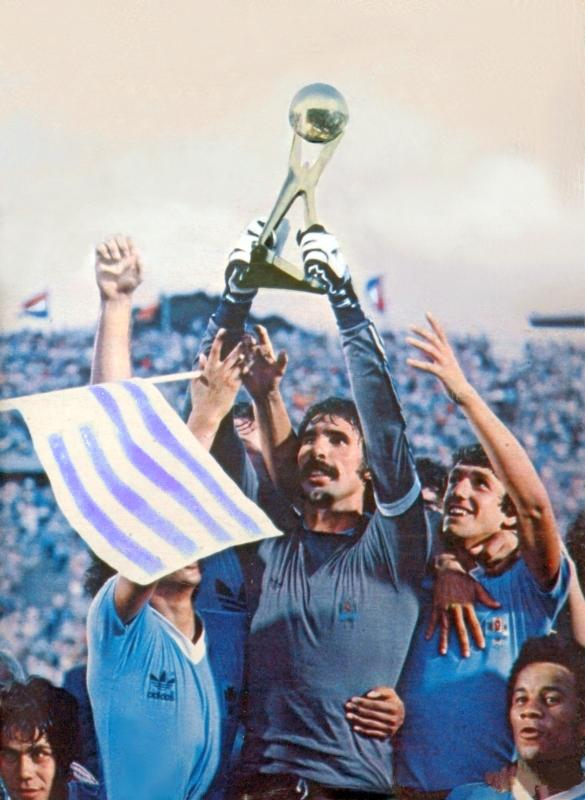
Fotbalisté Uruguaye oslavují celkové vítězství, s trofejí nad hlavou brankář Rodolfo Rodríguez

Mundialito (celým oficiálním názvem Copa de Oro de Campeones Mundiales, Zlatý pohár mistrů světa) byl fotbalový turnaj, který se hrál v Montevideu od 30. prosince 1980 do 10. ledna 1981. Uruguayci ho uspořádali na oslavu padesátého výročí prvního fotbalového mistrovství světa, které na domácí půdě vyhráli, a pozvali k němu všechny ostatní dosavadní držitele titulu: Itálii, Západní Německo, Brazílii, Anglii a Argentinu. Poté, co Angličané účast odmítli, nahradili je Nizozemci, finalisté obou posledních šampionátů.
Šestice účastníků byla rozdělena do dvou skupin, jejichž vítězové se utkali ve finále. Vítězem turnaje se stali Uruguayci, které trénoval mistr světa z roku 1950 Roque Máspoli, nejlepším střelcem byl domácí Waldemar Victorino se třemi brankami.

## Výsledky

### Skupina A
| Tým        | Z | V | R | P | GV | GI | +/- | B |
| ---------- | - | - | - | - | -- | -- | --- | - |
| Uruguay    | 2 | 2 | 0 | 0 | 4  | 0  | +4  | 4 |
| Itálie     | 2 | 0 | 1 | 1 | 1  | 3  | -2  | 1 |
| Nizozemsko | 2 | 0 | 1 | 1 | 1  | 3  | −2  | 1 |

| 30. prosince 1980                         |       |            |                                                                             |
| Uruguay                                   | 2 – 0 | Nizozemsko | Estadio Centenario, Montevideo diváci: 65 000 rozhodčí: Enrique Labo (Peru) |
| Venancio Ramos 31' Waldemar Victorino 45' |       |            | Estadio Centenario, Montevideo diváci: 65 000 rozhodčí: Enrique Labo (Peru) |

| 3. ledna 1981                                   |       |        |                                                                                     |
| Uruguay                                         | 2 – 0 | Itálie | Estadio Centenario, Montevideo diváci: 55 000 rozhodčí: Emilio Guruceta (Španělsko) |
| Julio Morales 67' (pen.) Waldemar Victorino 81' |       |        | Estadio Centenario, Montevideo diváci: 55 000 rozhodčí: Emilio Guruceta (Španělsko) |

| 6. ledna 1981      |       |                |                                                                                 |
| Itálie             | 1 – 1 | Nizozemsko     | Estadio Centenario, Montevideo diváci: 15 000 rozhodčí: Franz Wöhrer (Rakousko) |
| Carlo Ancelotti 7' |       | Jan Peters 15' | Estadio Centenario, Montevideo diváci: 15 000 rozhodčí: Franz Wöhrer (Rakousko) |

### Skupina B
| Tým       | Z | V | R | P | GV | GI | +/- | B |
| --------- | - | - | - | - | -- | -- | --- | - |
| Brazílie  | 2 | 1 | 1 | 0 | 5  | 2  | +3  | 3 |
| Argentina | 2 | 1 | 1 | 0 | 3  | 2  | +1  | 3 |
| SRN       | 2 | 0 | 0 | 2 | 2  | 6  | -4  | 0 |

| 1. ledna 1981                          |       |                    |                                                                                      |
| Argentina                              | 2 – 1 | SRN                | Estadio Centenario, Montevideo diváci: 65 000 rozhodčí: Augusto Lamo Castillo (Peru) |
| Manfred Kaltz 84' (vl.) Ramón Díaz 88' |       | Horst Hrubesch 41' | Estadio Centenario, Montevideo diváci: 65 000 rozhodčí: Augusto Lamo Castillo (Peru) |

| 4. ledna 1981      |       |              |                                                                                   |
| Argentina          | 1 – 1 | Brazílie     | Estadio Centenario, Montevideo diváci: 60 000 rozhodčí: Erich Linemayr (Rakousko) |
| Diego Maradona 30' |       | Edevaldo 47' | Estadio Centenario, Montevideo diváci: 60 000 rozhodčí: Erich Linemayr (Rakousko) |

| 7. ledna 1981                                                    |       |                  |                                                                               |
| Brazílie                                                         | 4 – 1 | SRN              | Estadio Centenario, Montevideo diváci: 50 000 rozhodčí: Juan Silvagno (Chile) |
| Júnior 56' Toninho Cerezo 61' Serginho Chulapa 76' Zé Sergio 82' |       | Klaus Allofs 64' | Estadio Centenario, Montevideo diváci: 50 000 rozhodčí: Juan Silvagno (Chile) |

### Finále
| 10. ledna 1981                                  |       |                     |                                                                                   |
| Uruguay                                         | 2 – 1 | Brazílie            | Estadio Centenario, Montevideo diváci: 71 250 rozhodčí: Erich Linemayr (Rakousko) |
| Jorge Walter Barrios 50' Waldemar Victorino 80' |       | Sócrates 62' (pen.) | Estadio Centenario, Montevideo diváci: 71 250 rozhodčí: Erich Linemayr (Rakousko) |